# Хигман, Грэм
Грэм Хигман (англ. Graham Higman; 19 января 1917 г. — 8 апреля 2008 г) — британский математик, работал над теорией групп.

## Биография
Основал Журнал Алгебры (англ. Journal of Algebra) и был его редактором с 1964 до 1984 года. В 1965-1967 гг. был президентом Лондонского математического общества.
Был проповедником в методистской церкви. Во время Второй мировой войны был отказником по идейным соображениями и работал на гражданских должностях в Северной Ирландии и Гибралтаре.

## Некоторые работы
- (англ.) Graham Higman (1940), "The units of group rings", "Proceedings of the London Mathematical Society", (2) 46: 231–248.
- (англ.) Walter Feit and Graham Higman (1964), "The nonexistence of certain generalized polygons.", J. Algebra, 1: 114–131
- (англ.) Graham Higman (1966) "Odd characterisations of finite simple groups", U. of Michigan Press
- (англ.) Graham Higman (1974), Finitely presented infinite simple groups, Notes on Pure Mathematics, vol. 8, Department of Pure Mathematics, Department of Mathematics, I. A. S. Australian National University, Canberra, ISBN 978-0-7081-0300-5, MR 0376874
- (англ.) Graham Higman and Elizabeth Scott (1988), "Existentially closed groups", LMS Monographs, Clarendon Press, Oxford[7]